# Dawid Bedżanian
Dawid Isakowicz Bedżanian, ros. Давид Исакович Беджанян  (ur. 6 września 1988 w Bolszoj Kamieniu) – rosyjski sztangista pochodzenia ormiańskiego, mistrz Europy.
Startuje w kategorii wagowej do 105 kg. Jest złotym medalistą Mistrzostw Europy z Antalyi (2012) i Mistrzostw Europy z Tirany (2013)

## Osiągnięcia
| Rok  | Zawody             | Miasto  | Miejsce | Kategoria | Wynik  |
| ---- | ------------------ | ------- | ------- | --------- | ------ |
| 2012 | Mistrzostwa Europy | Antalya | 1.      | do 105 kg | 405 kg |
| 2013 | Mistrzostwa Europy | Tirana  | 1.      | do 105 kg | 411 kg |
| 2013 | Mistrzostwa świata | Wrocław | 2.      | do 105 kg | 405 kg |
| 2014 | Mistrzostwa świata | Ałmaty  | 3.      | do 105 kg | 427 kg |
| 2015 | Mistrzostwa świata | Houston | 2.      | do 105 kg | 411 kg |